# 聖アグネス (リベーラ)
『聖アグネス』（せいアグネス、独: St. Agnes、英: Saint Agnes）は、スペイン・バロック期の巨匠ホセ・デ・リベーラが1635–1640年ごろ、キャンバス上に油彩で制作した絵画である。画面下部右側に「Jusepe de Ribera español .F. 1641 (スペイン人フセぺ・デ・リベーラ 1641年制作)」という画家の署名と制作年が記されている。作品は1752年に購入されて以来、ドレスデンのアルテ・マイスター絵画館に所蔵されている。

## 作品
画面に描かれている聖アグネスは敬虔なキリスト教徒で、処女でいることを誓っていた。彼女は13歳の時に結婚することになったものの、断固拒否したため、全裸で売春宿に送られる。しかし、彼女の髪が瞬く間に伸びて身体を覆い、さらに天使が現れて白い衣を与えた。アグネスを襲おうとした男も、突然の死を遂げる。その後、火刑に処された際にも火が彼女を避ける奇跡が起きたが、最後は斬首されて (または喉を裂かれて) 殉教した。「アグネス」という名前がラテン語の「子羊」という語と韻が近いことから、彼女のアトリビュート (人物を特定する事物) は子羊となっている。
リベーラは宗教的情熱を強烈な明暗のコントラストで表したが、本作は穏やかな表現となっている。聖アグネスの愛らしく個性的な顔から、モデルは画家の娘ではないかという推測もなされている。ドイツの美術史家アウグスト・L・マイヤーは、この作品にリベーラ中期の明暗表現の絶頂を認めた。